# Aon Sweden
Aon Sweden AB är en svensk försäkringsförmedlare som rådgiver sina kunder inom riskhantering, försäkring, återförsäkring, captive management, gruppförsäkring, pensioner och andra förmåner. Verksamheten etablerades 1992, och 2011 har företaget 180 anställda i Stockholm, Göteborg och Malmö. Aon Sweden är dotterbolag till Aon plc.